# Елк Фолс (Канзас)
Елк Фолс (енгл. Elk Falls) град је у америчкој савезној држави Канзас.

## Демографија
По попису из 2010. године број становника је 107, што је 5 (-4,5%) становника мање него 2000. године.
| Група             | 2000.       | 2010.      |
| Белци             | 102 (91,1%) | 98 (91,6%) |
| Афроамериканци    | 0 (0,0%)    | 0 (0,0%)   |
| Азијати           | 1 (0,9%)    | 1 (0,9%)   |
| Хиспаноамериканци | 4 (3,6%)    | 1 (0,9%)   |
| Укупно            | 112         | 107        |